# BSG Halbleiterwerk Frankfurt
BSG Halbleiterwerk Frankfurt – wschodnioniemiecki klub piłkarski z siedzibą we Frankfurcie nad Odrą, powstały w 1959 roku. Rozwiązany w 1990 roku.

## Historia

Logo zakładów Halbleiterwerk Frankfurt, które było wkomponowane w znak klubowy BSG Halbleiterwerk

W 1959 roku uruchomiono fabrykę półprzewodników we Frankfurcie nad Odrą (Halbleiterwerk Frankfurt (Oder)), która rozwinęła się w jedną z wiodących firm mikroelektronicznych w NRD. Jednak minęło ponad dziesięć lat, zanim 31 sierpnia 1970 r. powstało własne stowarzyszenie sportowe firmy (BSG) Halbleiterwerk, które przejęło zawodników z BSG Motor Frankfurt, które zostało założone 22 sierpnia 1959 roku i działało również pod opieką fabryki półprzewodników.
BSG Motor w 1968 roku awansował do ówczesnej trzeciej ligi okręgowej. Jako debiutant zdołał utrzymać się w lidze zajmując 9. miejsce. Po zmianie nazwy na BSG Halbleiterwerk drużyna jeszcze przez dziewięć lat grała w lidze okręgowej, gdzie zazwyczaj lokowała się w pierwszej połowie. Sezon 1977/78 zakończył się zdobyciem mistrzostwa okręgu, który pozwolił na awans do drugiej ligi wschodnioniemieckiej. W pierwszym sezonie nowej ligi klub zajął 6. lokatę. W sezonie 1979/1980 BSG Halbleiterwerk osiągnął swój najlepszy wynik w epoce futbolu NRD, zajmując 5. miejsce. W następnym sezonie drużyna zaliczyła spadek, jednak już w sezonie 1982/1983 powróciła na zaplecze Oberligi, gdzie po roku ponownie spadła. Do 1990 roku zespół występował nieprzerwanie na III poziomie rozgrywek piłkarskich w NRD.
Po zawirowaniach gospodarczych w wyniku przemian ustrojowych w 1989 roku zakładowe związki sportowe nie mogły funkcjonować jak dotychczas, a dalsze istnienie mogło zapewnić jedynie przekształcenie w stowarzyszenie sportowe na prawie niemieckim. W 1990 roku członkowie zlikwidowanego BSG Halbleiterwerk założyli nowy klub sportowy, który przyjął nazwę SV Preußen Frankfurt nad Odrą (w nawiązaniu do klubu Preußen Frankfurt z lat 1929-1945), a w 2010 roku dokonał fuzji z Post SV 1928 Frankfurt i przyjął nazwę FC Union Frankfurt.

### Historyczne nazwy
- 1959 – BSG Motor Frankfurt
- 1970 – BSG Halbleiterwerk Frankfurt

## Sukcesy
- DDR-Liga (II poziom): 
  - 5. miejsce: 1979/1980[1]

## Stadion
BSG Halbleiterwerk rozgrywało mecze na Fritz-Lesch-Stadion przy ulicy Im Sande 2 we Frankfurcie nad Odrą, w dzielnicy Süd. Dane techniczne obiektu:
- pojemność: 5000 miejsc
- oświetlenie: brak
- wymiary boiska: b.d.
- najwyższa frekwencja: b.d.